# Friona diffidens
Friona diffidens là một loài tò vò trong họ Ichneumonidae.